# 鳩山邦夫
鳩山 邦夫（はとやま くにお、1948年〈昭和23年〉9月13日 - 2016年〈平成28年〉6月21日）は、日本の政治家。位階は正三位。勲等は旭日大綬章。
衆議院議員（13期）、行政管理政務次官（第2次中曽根内閣）、文部大臣（第116代）、労働大臣（第59代）、法務大臣（第78・79代）、総務大臣（第10代）、内閣府特命担当大臣（地方分権改革）〔麻生内閣〕、民主党副代表、裁判官訴追委員会委員長、地方創生に関する特別委員会委員長を歴任した。

## 来歴

### 生い立ち
東京都に鳩山威一郎の次男として生まれる。
学習院初等科、学習院中等科、筑波大学附属高等学校を経て、東京大学法学部第3類（政治コース）卒業後、同学部第2類（公法コース）に学士入学し卒業。学習院の同級生に作曲家の都倉俊一、東京大学名誉教授の能見善久、日本郵政社長（元シティバンク銀行会長）の長門正貢、元朝日新聞編集委員の萩谷順などがいる。早くから政界入りを志望し、田中角栄の下を訪ねる。田中は「もし自分が首相になったら秘書にする。福田赳夫が首相になったら、福田に紹介する」と約束した上で、見聞を広めるため海外への遊学を鳩山に勧めた。鳩山は田中の助言を受け、東大を卒業しアメリカ・スタンフォード大学に留学していた由紀夫を頼り、数ヶ月間アメリカに滞在した後、帰国した。その後、田中の秘書となった。

### 政界入り

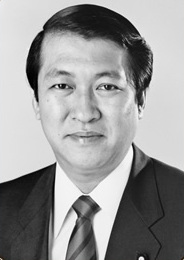
宮澤内閣の文部大臣時（1991年頃）

1976年（昭和51年）12月5日に行われた第34回衆議院議員総選挙に新自由クラブ推薦で旧東京8区から立候補し、初当選。同年12月30日、無所属の宇都宮徳馬、麻生良方とともに会派「無党派クラブ」を結成した（1978年に解散）。
1979年（昭和54年）の第35回衆議院議員総選挙において落選するが、8か月後に行われた第36回衆議院議員総選挙で国政に復帰。1978年12月に自民党入党後は、田中派→竹下派に所属した。
行政管理政務次官、文部政務次官、自民党文教部会長、衆議院文教委員長、自民党国際局長などを経て、1991年（平成3年）、宮澤内閣で文部大臣に就任し、政界入りから16年目で初入閣した。

### 自由民主党を離党
1993年（平成5年）に自民党を離党し、第40回衆議院議員総選挙では無所属で当選。細川内閣発足後もしばらくは無所属で通していたが、1994年（平成6年）1月、前年に自民党を離党した西岡武夫、石破茂らと院内会派・改革の会を結成した。細川護煕首相の退陣を受けて発足した羽田内閣では労働大臣に就任するも、羽田内閣は2ヶ月で退陣に追い込まれた。改革の会は高志会（海部俊樹代表）、新党みらい（鹿野道彦代表）、自由党（柿澤弘治党首）と共に自由改革連合を結成するが、同年12月に解散し、新進党結党に参加した。
1996年（平成8年）に新進党を離党し、兄・由紀夫らと旧民主党を結党、副代表に就任する。更に1998年（平成10年）、民政党の合流により民主党が結成され、東京都連初代会長に就任した。しかし、党の路線をめぐり、徐々に兄弟間で対立が目立つようになった。その後、民主党を離党し、1999年3月2日付で衆議院議員を辞職、東京都知事選挙に立候補した。不出馬を表明した青島幸男知事の後継指名、及び民主党・生活者ネット・改革クラブの推薦を受けたが、石原慎太郎の後塵を拝し、2位で落選した（3位は東大法学部の同級生である舛添要一）。前述の通り選挙戦で民主党の全党的な支援を受け、同党衆院議員の岩國哲人が選対本部長、吉田公一が事務総長を務めた。都知事選落選後は民主党からは距離を置き、2000年（平成12年）に自民党に復党する（かねてから邦夫は、民主党の実質的なオーナーである兄・由紀夫との不仲が囁かれており、都知事選立候補は民主党を離党するための口実であったとする見方もある）。東京2区補欠選挙には系列都議中山義活を擁立し、鳩山の中選挙区時代からのライバルで1996年（平成8年）第41回衆議院議員総選挙で鳩山に敗北し、比例復活した深谷隆司は自民党総務会長在職中のため立候補せず、中山が初当選した。

### 自由民主党復党後

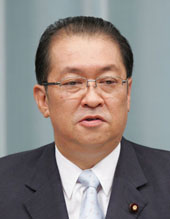
2008年9月の入閣に際して公表された肖像写真

2000年（平成12年）の第42回衆議院議員総選挙では、自らは東京ブロック比例単独候補として立候補し、東京2区で深谷を支援した（鳩山は当選したが、深谷は通商産業大臣在任中でありながら比例復活が出来ず、落選）。2002年（平成14年）に衆院議院運営委員長に就任した。
2003年（平成15年）10月、衆議院永年在職議員の表彰を受ける。
2003年（平成15年）の第43回衆議院議員総選挙では突然「あのような人物を一国の総理にするわけにはいかない」と、民主党代表の菅直人の選出選挙区である東京18区に国替えし、立候補。小選挙区では落選したが比例東京ブロックで復活当選した。
2005年（平成17年）の第44回衆議院議員総選挙から、母方の祖父・石橋正二郎（ブリヂストン創業者）の出身地である久留米市を主要地盤とする福岡6区へ国替えし、古賀一成を破って当選した（古賀は比例復活）。
2006年（平成18年）9月の自由民主党総裁選挙への立候補に向け活動していたが、推薦人を集められず立候補を断念。麻生太郎を支持した。
2007年（平成19年）の安倍改造内閣で法務大臣に就任するが、安倍晋三首相は間もなく病気で辞任する（鳩山自身は13年ぶりの入閣）。2007年自由民主党総裁選挙では麻生太郎自由民主党幹事長の推薦人代表を務めた。福田康夫内閣でも法務大臣に再任された。法務副大臣は河井克行が務めていた。
2008年（平成20年）5月、津島派の役員人事で、会長代理から改編された会長代行に就任。同年9月に発足した麻生内閣では総務大臣兼内閣府特命担当大臣（地方分権改革）に就任したが、翌2009年（平成21年）6月12日日本郵政西川善文社長の進退問題を受け、辞任（事実上の更迭）。8月30日に行われた第45回衆議院議員総選挙では自民党に猛烈な逆風が吹く中、古賀を破って当選（古賀は比例復活）。この選挙で民主党が大勝し、9月16日、兄・由紀夫が内閣総理大臣に就任した。

### 自由民主党を再離党

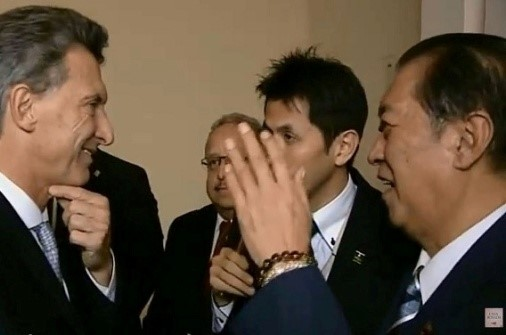
2015年12月10日、アルゼンチン国会議事堂にて大統領マウリシオ・マクリ（手前左）と

2010年（平成22年）3月15日、自民党に離党届を提出し、24日の党紀委員会で了承された。邦夫に近いとされてきた麻生派の岩屋毅、平成研究会の田村憲久、河井克行、無派閥（のぞみには参加している）の古川禎久らは同調せず自民党に残留。離党後の内閣総理大臣指名選挙では無所属ながら衆院では唯一新党改革代表の舛添に投票。
2011年6月、派閥横断型の政策グループ「きさらぎ会」を設立。
2011年（平成23年）8月30日の内閣総理大臣指名選挙では一転して古巣の自民党の谷垣禎一総裁に投票した。また、自身も無所属の中島正純より一票を得た。

### 自由民主党へ再復党・死去
2011年（平成23年）末、自民党に復党届を提出するが、党内の反発で先送りされる。
2012年（平成24年）12月16日の第46回衆議院議員総選挙には無所属で立候補し、自民党の推薦を受けて12選した。翌日、安倍晋三総裁宛ての復党願を同党福岡県連に提出。その後、党紀委員会にて復党が了承され、11日後の12月28日に2年ぶりに復党した。2014年（平成26年）12月14日の第47回衆議院議員総選挙には自民党公認で立候補し、13選。
2016年（平成28年）6月21日、十二指腸潰瘍のため、東京都内の病院で死去した。67歳没。死去する三週間ほど前の6月1日、衆議院本会議に出席した時に非常に痩せ細った姿が見られた。余りの変貌ぶりから健康不安が囁かれたが、この時はあくまで否定していた。
日本国政府は死没日付をもって正三位に叙するとともに、旭日大綬章を追贈した。墓所は護国寺で、三条実美墓の右横にある。

## 人物
秀才として知られた。高校時代は駿台予備校の模擬試験を5回受け、1回目は600番くらい、3回目が105番、4回目に60番、5回目に現役生にもかかわらず1番になった。駿台模試初の現役生トップとして、週刊誌にも取り上げられたという。また、東京大学法学部を首席で卒業している。
1期下の船田元と共に早くから竹下派のホープとして期待されたが、自民党の離党・復党を繰り返したことから「政界の渡り鳥」とも言われた。
多彩な趣味を持っていた。料理の腕はプロフェッショナル級とされ、歴代秘書は邦夫が作った朝食を摂っていた。代表的得意料理はチャーハンであった。邦夫の料理好きを聞いた山花貞夫（日本社会党元代議士）が、京都から取り寄せた包丁を邦夫へ贈った。邦夫はその包丁を18年間愛用していた。
プロ野球では中日ドラゴンズのファンを公言しており、2007年に中日ドラゴンズが日本シリーズを制した際には、中日スポーツに祝福のメッセージを送っている。
少年の頃から蝶が好きで、大人になってから学問として研究するまでとなるエピソードが、柏原精一の『昆虫少年記』で紹介されている。蝶の採集家として政界でも著名で、蝶についての著作もある。死後、膨大な蝶類の昆虫標本コレクションは、東京大学総合研究博物館に寄贈された。
2014年の第186回国会において、過去に、大臣、副大臣、政務官、補佐官、議長、副議長、委員長の要職にあった衆議院議員で、質問、議員立法、質問主意書のいずれかの提出がなかった24人の議員（野田佳彦、小沢一郎、野田毅、亀井静香、鳩山邦夫、中村喜四郎、浜田靖一、高村正彦、平沼赳夫、丹羽雄哉、額賀福志郎、大島理森、川崎二郎、金子一義、山口俊一、山本有二、大畠章宏、小池百合子、細田博之、塩谷立、渡海紀三朗、林幹雄、伊藤達也、佐藤勉）の一人として紹介されている。

## 政策

### 死刑制度

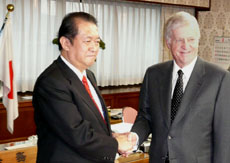
2008年3月11日、法務省にて日本駐箚アメリカ合衆国特命全権大使ジョン・トーマス・シーファー（右）と

法務大臣として計13人の死刑執行を命令したが、これは法務省が死刑執行を公表するようになった1998年11月以降に就任した法相としては、上川陽子（2015年に闇サイト殺人事件の死刑囚の刑執行したほか2017年 - 2018年にかけ市川一家4人殺害事件の死刑囚・オウム真理教事件の麻原彰晃ら元幹部13人など、通算計16人の死刑執行を命令）に次いで2番目に多い。その内訳は以下の通り。
- 2007年（平成19年）12月7日 - 藤沢市母娘ら5人殺害事件（警察庁広域重要指定112号事件）の死刑囚（東京拘置所）ら計3人。東京拘置所で2人・大阪拘置所で1人を死刑執行
- 2008年（平成20年）
  - 2月1日 - JT女性社員逆恨み殺人事件の死刑囚（東京拘置所）ら計3人。東京・大阪・福岡の各拘置所で1人ずつ死刑執行
  - 4月10日 - 群馬女子高生誘拐殺人事件の死刑囚（東京拘置所）ら計4人。東京・大阪両拘置所で各2人ずつ死刑執行
  - 6月17日 - 東京・埼玉連続幼女誘拐殺人事件（警察庁広域重要指定117号事件）の宮﨑勤死刑囚・SMクラブ下克上殺人事件の陸田真志死刑囚（ともに東京拘置所）ら計3人。残り1人は大阪拘置所にて死刑執行

過去の例からは、それまで死刑執行は執行の間隔が長く、国会閉会中や内閣改造直前に行われる傾向があったため、8月・9月・12月が死刑執行が多い月として一般的に認知されていたが、鳩山は国会開会中である2008年（平成20年）2月・4月・6月と2ヶ月間隔で死刑執行を命令したことが注目された。
2007年12月7日の死刑執行では、日本国憲法下では初めて執行対象となった死刑囚の氏名を記者会見で公表し、行刑密行主義が批判されてきた死刑の情報公開を実施した。以降の死刑執行でも、署名・刑執行後に死刑囚の氏名の公表を、法務大臣が記者会見で発表している。
2008年6月17日の執行では、弁護団が再審に向けた準備を進めて鳩山に執行延期を求める要望書を提出していた東京・埼玉連続幼女誘拐殺人事件の死刑囚・宮﨑勤について「事件の残虐性を考えると執行を猶予することはできない」として死刑を執行した。
鳩山は法相退任後の2010年12月2日に「死刑制度・検察の捜査の在り方などを巡り国会議員・論客らが議論を行う」情報番組（TBS系列で同月29日夜に放送）の収録にあたり、TBSテレビの取材を受けたが。この際宮崎の死刑執行に関して「宮崎の事件は『もっとも凶悪な事案の1つと思うから死刑を執行すべきだと思うが検討しろ』と私から指示した。あそこまで非人間的というか、悪くなれる人間がいるんだなと思った。『こんな奴、生かしてたまるか』と思う」などと発言した。
また『死刑選択基準』として、昭和58年（1983年）に最高裁判所が示した「永山基準」についても「殺害された被害者数が1人の場合でも、凶悪な場合は死刑にすべきだ。矯正の可能性を考慮すべきではない」などと発言したほか、刑事訴訟法で「死刑判決確定から6カ月以内に死刑を執行すべきである」と規定されているにも拘らず、平成改元以降、実際に規定通り執行された例がないことに関して「自分の任期中には、少しでもその違法状態を解消しようと思った。30人 - 40人はしなくてはならなかったと反省している」と振り返った。

#### 朝日新聞による「死に神」表現
鳩山が2008年6月17日に3件の死刑執行を指示したことについて、翌6月18日付の朝日新聞夕刊のコラム「素粒子」が、前日に将棋棋士の羽生善治が永世名人称号を獲得したことを引き合いに出し、鳩山を「永世死刑執行人。またの名、死に神」と表現したことに対し、6月20日の閣議後の記者会見で「極刑を実施するのだから心境は穏やかではないが、どんなにつらくても社会正義のためにやらざるを得ない」「司法の慎重な判断、法律の規定があり、苦しんだ揚げ句に執行した。死に神に連れていかれたというのは違うと思う。記事は執行された方に対する侮辱だ」と抗議し、「そういう軽率な文章を平気で載せる態度自身が、世の中を悪くしていると思う」と朝日新聞社を批判した。兄の鳩山由紀夫も「弟は法に従っただけ。私も死に神の兄といわれては困る」と弟を擁護した。
朝日新聞の「死に神」表現に対しては、「法務大臣は職務を全うしているだけ」「死に神とはふざけすぎ」「羽生名人にも失礼」など、市民から1,800件あまりの抗議文が、朝日新聞社に送られた。
死刑賛成派団体の全国犯罪被害者の会は、鳩山に対する朝日新聞の「死に神」発言は、犯罪被害者や遺族を侮辱する内容であるとして、朝日新聞社に対して抗議文書を送付した。最終的に、全国犯罪被害者の会の三度に渡る公開質問状に朝日新聞社は、2008年8月2日付け朝日新聞朝刊社会面に経緯を掲載した上で、「適切さを欠いた表現だったと言わざるを得ず」と謝罪する回答を提示、犯罪被害者の会も朝日新聞社の回答に納得し、抗議をやめた。

### 児童ポルノ規制
児童ポルノの規制に積極的な立場である。2009年（平成21年）2月18日の衆院予算委員会で、児童ポルノを個人的に所有する「単純所持」や被害者が存在しない成人向け漫画・アダルトゲームなど二次創作（準児童ポルノを参照）について「断固として禁止するべきだ。表現の自由で守られる法益と、児童ポルノで失われる人権を比較すれば、表現の自由が大幅に削られてかまわない」と述べている。

### 司法試験合格者数問題
法務大臣在任中、2010年（平成22年）に司法試験の合格者数を年3000人に増員することが決まっていたが、多すぎるとして反対。2007年（平成19年）10月の国会答弁で、法務官僚の反対を押し切って、減員の方向で見直すと明言している。

### かんぽの宿一括譲渡問題
かんぽの宿の一括譲渡問題では、2008年（平成20年）10月31日の第2次入札で、オリックス不動産とホテルマネージメントインターナショナルの2社が価格を提示した後、スポーツ施設「ゆうぽうと世田谷レクセンター」を売却対象から外した。これに関して鳩山邦夫総務大臣が公正な入札とは云えないと批判し、完全民営化途上にある日本郵政に対して調査を実施していくことを明言した。

### 東京中央郵便局建て替え問題
2009年（平成21年）2月、東京中央郵便局の再開発工事（超高層建築物「JPタワー」の新築・旧庁舎の一部保存）の見直しを示唆する発言をした。東京中央郵便局旧庁舎（吉田鉄郎設計）は、歴史的価値のある建築であるとされ、建築の専門家らから、重要文化財としての指定と全面保存が求められていた経緯がある。

しかし、再開発が中止となれば、日本郵政の将来の経営に打撃を与えるとする予想もあった状況につき、同年3月、「トキを焼き鳥にせず剥製にして残す」として、旧庁舎の保存部分を拡大した上で、再開発を進めるとする「JPタワー」妥協案に同意した。

## 発言

### 「友人の友人がアルカイダ」
2007年10月29日、日本外国特派員協会の講演で2002年のバリ島爆弾テロ事件に関連し「私の友人の友人がアルカイーダだ。二、三年前は何度も日本に来ていた。彼はバリ島の爆破事件に関与していた。私は、彼の友人の友人ですけど、バリ島の中心部は爆破するから近づかないようにというアドバイスを受けていた」と発言し、講演後の法務省で記者会見にて「これは、私の趣味であるチョウの同好の士には海外を含めて大勢の仲間がおり、『その中にはテロ組織の構成員と思われる者がいて、日本にも入ってきたことがある旨や、バリ島の爆破事件にも関与していた』旨の話を、同好の士である友人から聞いたことがありましたので、これを友人の話として申し上げたものであり、私自身は、この組織の者と思われる者と友人でもなければ、面識を有するものでもありません。また、この友人の話の真偽について確認しているものではありません。なお、私がこのような話を聞いたのは、バリ島爆破事件の3、4ヶ月後のことであって、事件の発生前に爆破計画について知っていたということはありません」と釈明した。
翌30日、内閣総理大臣福田康夫から「そういうこと（テロ）を防止する役目だからしっかりやるように」と注意を受ける。国民新党代表代行亀井静香（元警察官僚）が「警察庁は法相から事情聴取をしていない。国家公安委員長は何をやっているのか。（法相を）放っておくのはふまじめすぎる」と発言するなど、事実関係の解明を求める声もおき、町村信孝は文書による事実関係の報告を鳩山に指示している。
2007年10月31日、衆議院法務委員会において、保坂展人から当該人物がテロ組織と無関係だった場合どうするのか問われた鳩山は、「人の名誉を著しく傷つけるならば、それは私は何らかの責任をとらなければならない」と衆議院法務委員会にて答弁している。また、野党議員の加藤公一から「国家公務員は告発義務（刑事訴訟法239条2項）があると思うが、鳩山は友人の友人の告発を行ったか」という趣旨の質問を受け、それに対して鳩山は「しておりません」「警察にも入管にも防衛庁にも、公安調査庁に言ったかどうかはよく覚えておりませんが、かなり厳しく言いました」と述べ、また加藤公一から入国管理局の誰に何を話したか問われると「それは、私の記憶にはありません。事務所で調べて、当時の名刺等が残っておれば明らかになると思います」と述べた。
2007年11月6日、法務委員会で「入国管理局長から、交換した名刺、もらった名刺がありまして、日付も書き入れてありましたので、このときに入管局長と会ったことは間違いありません」「警察とか防衛省についてはそうした名刺等が出てきませんので、だれにいつどうしたということが今のところはっきりしておりませんが、今後も事務所の過去の書類等はいろいろと調べてみようと思っております」と述べた。

### 志布志事件
2008年2月13日、法務省内で開かれた検察長官会同で、鹿児島県の志布志事件について「冤罪と呼ぶべきではないと思う」と発言し、志布志事件は冤罪にはあたらない、との認識を示した。本事件は被告人全員の無罪が確定しており、無実の人間に有罪の確定判決が下ることを指す厳密な解釈からすれば、確かに冤罪事件とは言えないという指摘もある（冤罪の項も参照）。鳩山は「冤罪という言葉は、全く別の人を逮捕し、服役後に真犯人が現れるなど百パーセントぬれぎぬの場合を言い、それ以外の無罪事件にまで冤罪を適用すると、およそ無罪というのは全部冤罪になってしまうのではないか」と釈明した。
翌日の衆議院予算委員会で、社民党の保坂展人議員からこれについて質問を受けた時、鳩山法相は「元被告が『冤罪が晴れた』とおっしゃるのを、私は否定する何の根拠も持っていない。私の発言で元被告の方々が不愉快な思いをしたなら謝罪しなければならない」と回答した。さらに「今後は公式の場で冤罪という言葉は使わない」「冤罪は意味が不確実だ」とも述べた。この件については、町村信孝内閣官房長官も鳩山に「不適切な捜査は是正しなければいけないと強調すべきだった」と苦言を呈している。

### 草彅剛に関する発言
2009年4月23日、地デジのイメージキャラクターを務めていた、当時SMAPのメンバーだった草彅剛が、公然わいせつ罪で現行犯逮捕されたことを受け、責任者の総務大臣としてテレビのインタビューで「めちゃくちゃな怒りを感じている。なんでそんな者をイメージキャラクターに選んだのか。恥ずかしいし、最低の人間だ。絶対許さない」と発言。その直後から批判が殺到し翌24日、この発言を撤回して「最低な行為と言い替えたい。彼には出直して頑張ってほしい」と訂正したが、公式ホームページへの7000以上のコメントや、フォークシンガーの松山千春による批判がされた。

## 選挙歴
| 当落 | 選挙                   | 執行日         | 年齢 | 選挙区           | 政党       | 得票数     | 得票率 | 定数 | 得票順位 /候補者数 | 政党内比例順位 /政党当選者数 |
| ---- | ---------------------- | -------------- | ---- | ---------------- | ---------- | ---------- | ------ | ---- | ------------------ | ---------------------------- |
| 当   | 第34回衆議院議員総選挙 | 1976年12月05日 | 28   | 旧東京8区        | 無所属     | 6万1207票  | 23.50% | 3    | 1/6                | /                            |
| 落   | 第35回衆議院議員総選挙 | 1979年10月07日 | 31   | 旧東京8区        | 自由民主党 | 3万584票   | 14.05% | 3    | 5/6                | /                            |
| 当   | 第36回衆議院議員総選挙 | 1980年06月22日 | 31   | 旧東京8区        | 自由民主党 | 7万866票   | 27.81% | 3    | 2/5                | /                            |
| 当   | 第37回衆議院議員総選挙 | 1983年12月18日 | 35   | 旧東京8区        | 自由民主党 | 5万9897票  | 26.54% | 3    | 1/6                | /                            |
| 当   | 第38回衆議院議員総選挙 | 1986年07月06日 | 37   | 旧東京8区        | 自由民主党 | 6万5008票  | 27.83% | 3    | 1/4                | /                            |
| 当   | 第39回衆議院議員総選挙 | 1990年02月18日 | 41   | 旧東京8区        | 自由民主党 | 5万9850票  | 25.21% | 3    | 1/9                | /                            |
| 当   | 第40回衆議院議員総選挙 | 1993年07月18日 | 44   | 旧東京8区        | 無所属     | 8万9800票  | 43.46% | 2    | 1/5                | /                            |
| 当   | 第41回衆議院議員総選挙 | 1996年10月20日 | 48   | 東京2区          | 旧民主党   | 8万8183票  | 44.73% | 1    | 1/3                | /                            |
| 落   | 東京都知事選挙         | 1999年4月11日  | 50   | ーー             | 無所属     | 85万1130票 | 15.58% | 1    | 2/19               | /                            |
| 当   | 第42回衆議院議員総選挙 | 2000年06月25日 | 51   | 比例東京ブロック | 自由民主党 | ー票       | ー     | 17   | ー/ー              | 2/4                          |
| 比当 | 第43回衆議院議員総選挙 | 2003年11月09日 | 55   | 東京18区         | 自由民主党 | 8万3337票  | 34.94% | 1    | 2/3                | 2/6                          |
| 当   | 第44回衆議院議員総選挙 | 2005年09月11日 | 56   | 福岡6区          | 自由民主党 | 13万1946票 | 52.07% | 1    | 1/3                | /                            |
| 当   | 第45回衆議院議員総選挙 | 2009年08月30日 | 60   | 福岡6区          | 自由民主党 | 13万8327票 | 52.75% | 1    | 1/3                | /                            |
| 当   | 第46回衆議院議員総選挙 | 2012年12月16日 | 64   | 福岡6区          | 無所属     | 8万7705票  | 41.57% | 1    | 1/5                | /                            |
| 当   | 第47回衆議院議員総選挙 | 2014年12月14日 | 66   | 福岡6区          | 自由民主党 | 11万6413票 | 71.96% | 1    | 1/2                | /                            |

## 資産・政治資金

### 実母からの資金提供
2009年8月9日、兄・由紀夫について、「私は清潔な白いハト。もう一羽ハトがいる。私の兄だが、政治資金収支報告書がウソばかりだから黒いハト」と発言している。その後、邦夫も母安子から資金提供を受けていたことが明らかとなり、邦夫自身は把握していなかったので兄とは違うと釈明したものの、親子の貸し借りという論理は世間には通用しないとして5億3600万円余りの贈与税を納めた。この問題に関し、自民党は政治倫理審査会を開催して邦夫から事情聴取することを決定した。

## 家族・親族
- 曾祖父・和夫（政治家・衆議院議長）
- 曾祖母・春子（共立女子大学創立者）
- 祖父・一郎（政治家・内閣総理大臣）

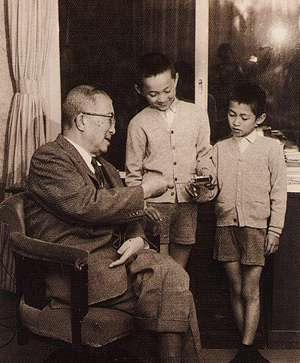
祖父鳩山一郎（左）、兄由紀夫（中央）と

- 祖母・薫（共立女子大学学長、父は貴族院議員寺田栄）
- 大叔父・秀夫（東京大学法学部教授）
- 大伯母・カヅ（司法大臣鈴木喜三郎に嫁ぐ）
- 父・威一郎（外務大臣）
- 母・安子（ブリヂストン創業者石橋正二郎長女）
- 叔母・信子（指揮者渡邉暁雄に嫁ぐ）
- 姉・和子（鳩山友愛塾塾長、工学博士・筑波大学名誉教授井上多門夫人）
- 兄・由紀夫（政治家・内閣総理大臣・民主党代表）
- 妻・エミリー（元タレント、高見エミリー）

邦夫の従兄弟の石橋寛（石橋正二郎の孫）とエミリーの姉・高見理沙との結婚式で見初めて、エミリーが中学2年のときにプロポーズし、17歳で婚約した。エミリーの父はオーストラリア人の貿易商で、母は日本人
- 長男・太郎（政治家・元東京都議会議員・総務大臣政務秘書官）
- 長女・華子 - 高実華子の名で歌手[67]、たかみはなこ（高見華子）の名でイラストレーター[68]として活動[注釈 2]
- 次男・二郎（政治家・衆議院議員・前大川市長[69]・法務大臣政務秘書官）
- 義姉・幸（宝塚歌劇団卒業生。宝塚歌劇団在団時の芸名・若みゆき）
- 甥・紀一郎（政治家・元東京大学大学院工学系研究科助教）
- 従兄・成毛滋（ギタリスト。石橋正二郎次女・典子の息子）

### 系譜
鳩山家（東京都文京区、鳩山会館）
|                  |                  |                  |                  |                  |                  |  |  |      |      |      |      |      |      |  |  |            |            |            |            |            |            |  |  |        |        |        |        |        |        |  |  | 井上多門 |          |          |          |          |          |  |  |        |      |      |      |      |      |
|                  |                  |                  |                  |                  |                  |  |  |      |      |      |      |      |      |  |  |            |            |            |            |            |            |  |  |        |        |        |        |        |        |  |  |          |          |          |          |          |          |  |  |        |      |      |      |      |      |
|                  |                  |                  |                  |                  |                  |  |  |      |      |      |      |      |      |  |  |            |            |            |            |            |            |  |  |        |        |        |        |        |        |  |  | 和子     |          |          |          |          |          |  |  |        |      |      |      |      |      |
|                  |                  |                  |                  |                  |                  |  |  |      |      |      |      |      |      |  |  |            |            |            |            |            |            |  |  |        |        |        |        |        |        |  |  |          |          |          |          |          |          |  |  |        |      |      |      |      |      |
|                  |                  |                  |                  |                  |                  |  |  |      |      |      |      |      |      |  |  | 石橋正二郎 | 石橋正二郎 | 石橋正二郎 | 石橋正二郎 | 石橋正二郎 | 石橋正二郎 |  |  | 安子   | 安子   | 安子   | 安子   | 安子   | 安子   |  |  |          |          |          |          |          |          |  |  |        |      |      |      |      |      |
|                  |                  |                  |                  |                  |                  |  |  |      |      |      |      |      |      |  |  | 石橋正二郎 | 石橋正二郎 | 石橋正二郎 | 石橋正二郎 | 石橋正二郎 | 石橋正二郎 |  |  | 安子   | 安子   | 安子   | 安子   | 安子   | 安子   |  |  |          |          |          |          |          |          |  |  |        |      |      |      |      |      |
|                  |                  |                  |                  |                  |                  |  |  |      |      |      |      |      |      |  |  |            |            |            |            |            |            |  |  |        |        |        |        |        |        |  |  | 幸       |          |          |          |          |          |  |  |        |      |      |      |      |      |
|                  |                  |                  |                  |                  |                  |  |  |      |      |      |      |      |      |  |  |            |            |            |            |            |            |  |  |        |        |        |        |        |        |  |  |          |          |          |          |          |          |  |  | 紀一郎 |      |      |      |      |      |
|                  |                  |                  |                  |                  |                  |  |  |      |      |      |      |      |      |  |  |            |            |            |            |            |            |  |  |        |        |        |        |        |        |  |  |          |          |          |          |          |          |  |  |        |      |      |      |      |      |
|                  |                  |                  |                  |                  |                  |  |  |      |      |      |      |      |      |  |  |            |            |            |            |            |            |  |  |        |        |        |        |        |        |  |  | 由紀夫   |          |          |          |          |          |  |  |        |      |      |      |      |      |
|                  |                  |                  |                  |                  |                  |  |  |      |      |      |      |      |      |  |  |            |            |            |            |            |            |  |  |        |        |        |        |        |        |  |  |          |          |          |          |          |          |  |  |        |      |      |      |      |      |
|                  |                  |                  |                  |                  |                  |  |  |      |      |      |      |      |      |  |  |            |            |            |            |            |            |  |  | 威一郎 | 威一郎 | 威一郎 | 威一郎 | 威一郎 | 威一郎 |  |  |          |          |          |          |          |          |  |  | 太郎   | 太郎 | 太郎 | 太郎 | 太郎 | 太郎 |
|                  |                  |                  |                  |                  |                  |  |  |      |      |      |      |      |      |  |  |            |            |            |            |            |            |  |  | 威一郎 | 威一郎 | 威一郎 | 威一郎 | 威一郎 | 威一郎 |  |  |          |          |          |          |          |          |  |  | 太郎   | 太郎 | 太郎 | 太郎 | 太郎 | 太郎 |
| 鳩山十右衛門博房 | 鳩山十右衛門博房 | 鳩山十右衛門博房 | 鳩山十右衛門博房 | 鳩山十右衛門博房 | 鳩山十右衛門博房 |  |  | 和夫 | 和夫 | 和夫 | 和夫 | 和夫 | 和夫 |  |  |            |            |            |            |            |            |  |  |        |        |        |        |        |        |  |  | 邦夫     | 邦夫     | 邦夫     | 邦夫     | 邦夫     | 邦夫     |  |  |        |      |      |      |      |      |
| 鳩山十右衛門博房 | 鳩山十右衛門博房 | 鳩山十右衛門博房 | 鳩山十右衛門博房 | 鳩山十右衛門博房 | 鳩山十右衛門博房 |  |  | 和夫 | 和夫 | 和夫 | 和夫 | 和夫 | 和夫 |  |  |            |            |            |            |            |            |  |  |        |        |        |        |        |        |  |  | 邦夫     | 邦夫     | 邦夫     | 邦夫     | 邦夫     | 邦夫     |  |  |        |      |      |      |      |      |
|                  |                  |                  |                  |                  |                  |  |  |      |      |      |      |      |      |  |  | 一郎       | 一郎       | 一郎       | 一郎       | 一郎       | 一郎       |  |  |        |        |        |        |        |        |  |  |          |          |          |          |          |          |  |  | 華子   | 華子 | 華子 | 華子 | 華子 | 華子 |
|                  |                  |                  |                  |                  |                  |  |  |      |      |      |      |      |      |  |  | 一郎       | 一郎       | 一郎       | 一郎       | 一郎       | 一郎       |  |  |        |        |        |        |        |        |  |  |          |          |          |          |          |          |  |  | 華子   | 華子 | 華子 | 華子 | 華子 | 華子 |
|                  |                  |                  |                  |                  |                  |  |  | 春子 | 春子 | 春子 | 春子 | 春子 | 春子 |  |  |            |            |            |            |            |            |  |  |        |        |        |        |        |        |  |  | エミリー | エミリー | エミリー | エミリー | エミリー | エミリー |  |  |        |      |      |      |      |      |
|                  |                  |                  |                  |                  |                  |  |  | 春子 | 春子 | 春子 | 春子 | 春子 | 春子 |  |  |            |            |            |            |            |            |  |  |        |        |        |        |        |        |  |  | エミリー | エミリー | エミリー | エミリー | エミリー | エミリー |  |  |        |      |      |      |      |      |
|                  |                  |                  |                  |                  |                  |  |  |      |      |      |      |      |      |  |  | 薫         | 薫         | 薫         | 薫         | 薫         | 薫         |  |  |        |        |        |        |        |        |  |  |          |          |          |          |          |          |  |  | 二郎   | 二郎 | 二郎 | 二郎 | 二郎 | 二郎 |
|                  |                  |                  |                  |                  |                  |  |  |      |      |      |      |      |      |  |  | 薫         | 薫         | 薫         | 薫         | 薫         | 薫         |  |  |        |        |        |        |        |        |  |  |          |          |          |          |          |          |  |  | 二郎   | 二郎 | 二郎 | 二郎 | 二郎 | 二郎 |

## 元秘書
- 鳩山太郎 - 長男
- 小川勝也
- 吉川貴盛
- 石田勝之
- 岩屋毅
- 牧義夫
- 馬渡龍治
- 坂井学
- 古川禎久
- 白石英行 - 鳩山邦夫の秘書出身の文京区議会議員
- 上杉隆
- 菅野浩考 - 鳩山邦夫の秘書出身の流山市議会議員
- 酒井豪一郎- 鳩山邦夫の秘書出身の西東京市市議会議員
- 神谷裕
- 鳩山二郎
- 増子博樹
- 高橋靖
- 小川佳子

## 主な関係団体
- 特定非営利活動法人日本・ロシア協会 - 会長
- 文京動物愛護協会
- 日本ドッグパーク普及協会 - 名誉会長
- NPO日本アンリ・ファーブル会 - 理事
- NPO法人地球船クラブ - 顧問
- 財団法人日本友愛青年協会 - 副理事長
- 鳩山友愛塾 - 塾長代行
- 特定非営利活動法人日本科学技術者協会 - 名誉顧問
- NPO図書館の学校 - 理事
- 社団法人日本編物協会 - 顧問
- 書道・全国書教研連盟 - 名誉会長
- 社団法人日本・中国水墨交流協会 - 会長
- 社団法人日本尺八連盟 - 会長
- 日華文化協会 - 顧問
- 国際交流・日本馬頭琴協会 - 顧問
- 文京日韓親善協会 - 名誉会長
- 社団法人日本カーリング協会 - 名誉会長（2004年-2006年は会長：任期2年）
- 財団法人東京都軟式野球連盟 - 会長（1993年-2007年）
父威一郎から引継ぎ会長に就任。選挙区を東京から福岡に国替えした後も会長職に留まっていたが、法務大臣就任により大臣の公益法人役職兼務禁止の規程による。
- 日本フットサル連盟 - 顧問（2008年現在）
- NPO法人日本ティーボール協会 - 東京都連盟会長
- 剛柔流拳昌会国際空手道連盟 - 最高顧問
- 財団法人日本相撲連盟 - 東京都連盟会長
- パチンコチェーンストア協会 - 政治分野アドバイザー[70]
- 日本熊森協会 - 顧問
- きさらぎ会 - 会長

## 著書
- 鳩山邦夫,麻生良方,宇都宮徳馬 共著『われら無党派』荒地出版社、1977年6月24日。NDLJP:11924028。
- 『幸せづくり 新労働三法の成立』 (労務行政研究所, 1995年) ISBN 4845250721
- 『チョウを飼う日々』 (講談社, 1996年) ISBN 4062036770
- 『グループホーム入門―介護サービスの革命』 (鳩山邦夫,山井和則 共著, リヨン社, 1999年) ISBN 457699154X
- 『環境党宣言』 (河出書房新社, 2003年) ISBN 4309251692
- 『地球に恩返しする本。―鳩山邦夫のエコ・トーク』 (鳩山邦夫他 共著, ポプラ社, 2006年) ISBN 4591093875
- 『地球に恩返しする本。―鳩山邦夫のエコ・トーク(vol.2)』 (鳩山邦夫他 共著, ポプラ社, 2007年) ISBN 978-4-591-10007-3